# Hanna Dumała
Hanna Maria Dumała – polska politolog, dr hab. nauk humanistycznych, profesor uczelni Instytutu Nauk o Polityce i Administracji Wydziału Politologii i Dziennikarstwa Uniwersytetu Marii Curie-Skłodowskiej.

## Życiorys
W 1985 ukończyła studia nauk politycznych na Uniwersytecie Marii Curie-Skłodowskiej w Lublinie, 27 czerwca 1994 obroniła pracę doktorską Afryka jako region współistnienia, 25 stycznia 2013 habilitowała się na podstawie pracy zatytułowanej Transnarodowe sieci terytorialne w Europie. Została zatrudniona na stanowisku profesora nadzwyczajnego w Zakładzie Stosunków Międzynarodowych na Wydziale Politologii Uniwersytetu Marii Curie-Skłodowskiej.
Jest profesorem uczelni Instytutu Nauk o Polityce i Administracji Wydziału Politologii i Dziennikarstwa Uniwersytetu Marii Curie-Skłodowskiej.